# Hiroki Yanagita
Hiroki Yanagita (né le 25 juillet 2003) est un athlète japonais, spécialiste du 100 mètres.

## Biographie
Il participe à l'âge de 17 ans aux Relais mondiaux 2021 où il obtient la médaille d'argent du 4 × 100 m avec ses coéquipiers japonais.
Lors des championnats du monde juniors 2022, il se classe 6e de l'épreuve du 100 m et remporte la médaille d'or du relais 4 × 100 m.
Le 14 juillet 2023, il remporte la médaille d’or du 100 m lors des championnats d'Asie, en portant son record à 10 s 02.

## Palmarès
| Date | Compétition           | Lieu     | Résultat | Épreuve   | Marque  |
| ---- | --------------------- | -------- | -------- | --------- | ------- |
| 2023 | Championnats d'Asie   | Bangkok  | 1er      | 100 m     | 10 s 02 |
| 2023 | Championnats du monde | Budapest | 5e       | 4 × 400 m | 37 s 83 |
| 2025 | Championnats d'Asie   | Gumi     | 1er      | 100 m     | 10 s 20 |